# Les Rigolus et les Tristus
Les Rigolus et les Tristus est une série de bande dessinée créée en 1969 par Jean Cézard (dessin et scénario) pour le journal Pif Gadget, qui est parue régulièrement jusqu'en 1973 en alternance avec les aventures d'Arthur le fantôme justicier. Des épisodes de la série ont été réédités par Pif Gadget dans les années 1980 et 1990, après le décès de l'auteur.
Ces personnages apparaissent pour la première fois à l'occasion d'un épisode d'Arthur le fantôme, intitulé Un monde joyeux..., dans le no 13 de Pif Gadget (Vaillant no 1251) de mai 1969 dont ils font également la couverture.

## Synopsis
Située dans la galaxie « Lépiédecheze », la planète des Rigolus et des Tristus est un monde bicolore, rouge et vert, sur lequel Arthur le fantôme débarque un beau jour avec son vaisseau spatial. Il y découvre deux peuples en conflit ayant résolu à leur manière le problème des pertes aux combats. En effet, il suffit aux protagonistes de faire rire ou pleurer leurs adversaires, à grand renfort de calembours, pour les faire changer de camp et de couleur : rouge pour les Rigolus, vert pour les Tristus.
L'idée plaît immédiatement aux lecteurs et la série acquiert sa propre autonomie, Arthur n'y faisant plus que de courtes apparitions.
Les dialogues de la série sont riches en jeux de mots, particulièrement chez les Rigolus.
L'hommage de Jean Cézard à Astérix est explicite puisque dès le premier épisode, les Tristus sont vaincus à l'exception d'un petit groupe, les Tristus chroniques, dirigés par leur chef Taciturnus-Rictus-Amerus et par son vil second Morfondus, dont la base est située dans les monts Funébrus.

## Personnages principaux
Les Rigolus et les Tristus présentent une curieuse morphologie. Tout d'abord, ils n'ont pas de jambes. Ils ont les pieds directement reliés aux hanches, ce qui fait qu'ils sautillent pour se déplacer et font de grands sauts au lieu de courir. Ensuite, ils sont tous chauves. La seule fois où on leur voit des cheveux est lorsque le savant Rigolus Petimalinus invente un appareil pour les faire pousser. Du reste, on ne voit jamais de femmes ni d'enfants dans la série, sauf les rares fois où le scénario le demande. 
Les Rigolus ont la peau claire et portent des vêtements rouges. Les Tristus ont le teint bleu et portent des vêtements vert foncé.  Lorsqu'un Rigolus se change en Tristus, ou vice-versa, son uniforme change également de couleur. Cette particularité n'est jamais expliquée. Il arrive cependant des exceptions, lorsque le scénario le demande, où l'on peut voir des membres d'un camp enfiler des vêtements aux couleurs de l'autre camp afin de mieux les espionner. 
La frontière entre les pays Rigolus et Tristus est marquée par une ligne en pointillés, qui forme un grand cercle autour de toute la planète. La frontière se déplace, grossissant ou rapetissant de manière inexpliquée, selon le ratio de la densité de population Rigolus / Tristus. Le territoire Rigolus est fait de couleurs chaudes et claires ou prédomine le rouge et le jaune, tandis que le pays Tristus est fait de couleurs sombres en bleu et vert foncé.  En général, la planète est présentée aux lecteurs comme étant 50-50 Rigolus-Tristus, mais on peut souvent voir que lors de terrible défaites essuyées par les Tristus, leur pays ne forme qu'un minuscule cercle verdâtre sur une planète aux couleurs de sable.

### Les Rigolus
Ils habitent principalement à Rigolus-Ville, capitale du pays Rigolus.  
Jubilus : c'est le chef Rigolus. Affable, il rit sans cesse tout en prenant bien soin de son peuple. Il encourage souvent Petimalinus à inventer des machines pour contre-attaquer les Tristus. Il est facilement reconnaissable à sa collerette.
Petitmalinus : c'est le savant Rigolus, il est le meilleur ami de Jubilus et ses inventions sont parfois redoutables. Il entre parfois en conflit avec son rival Déplorus. On le reconnaît à son chapeau rouge et orange.

### Les Tristus
Ils habitent dans les Monts Funebrus, se terrant dans des cavernes ou des tunnels souterrains. 
Taciturnus : c'est le chef Tristus. Il est hostile envers les Rigolus et aimerait pouvoir conquérir toute la planète. Ses plans ratent souvent à cause de Déplorus, qu'il déteste par-dessus tout. On le reconnaît car il a un grand nez, est maigre et possède un « T » brodé sur ses vêtements.
Morfondus : c'est l'âme damnée de Taciturnus. Il est très fidèle envers son maître et méprise Déplorus. C'est un « demi Tristus » car dans le seul album paru, le masque qui le rend reconnaissable est enlevé par Arthur le fantôme et nous découvrons une tête de Rigolus. Dans un autre épisode, lorsqu'il retire sa cagoule, il décrit sa condition comme étant une infirmité de naissance, qui ne change rien au fait qu'il soit vraiment un Tristus.
Déplorus : c'est le savant Tristus. Rival acharné de Petitmalinus, ses inventions marchent plus ou moins bien mais les Rigolus se montrent plus malins que lui et font de Déplorus le souffre-douleur de Taciturnus.